# 피터 포크
피터 마이클 포크(Peter Michael Falk, 1927년 9월 16일 ~ 2011년 6월 23일)는 미국의 배우로, 텔레비전 시리즈물인 《형사 콜롬보》의 콜롬보 형사 역으로 잘 알려졌다. 그는 여러 편의 영화와 텔레비전 프로그램에 출연하였으며, 2차례 아카데미 상 후보에 올랐고, 5차례 에미 상을 수상하였다. 말년에는 알츠하이머로 고통받았으며, 2011년 비벌리힐스에 있는 자신의 자택에서 85세의 나이로 사망했다.

## 출연 작품
- 잃어버린 세계 (2001년 TV 영화)
- 베를린 천사의 시
- 안지오의 영웅들